# Acanthochitona zelandica
Acanthochitona zelandica är en blötdjursart som först beskrevs av Jean René Constant Quoy och Joseph Paul Gaimard 1835.  Acanthochitona zelandica ingår i släktet Acanthochitona och familjen Acanthochitonidae. Inga underarter finns listade i Catalogue of Life.